# Stadio Porta Elisa
Stadio Porta Elisa, je fotbalový stadion v italském městě Lucca, v regionu Toskánsko. Byl vystaven v roce 1935.

## Historie
Kolem roku 1930 byla ve městě Lucca potřeba vybudovat sportovní zařízení, vybavené pro víceúčelové využití. Přes nadšení občanů nedosáhlo sportovní dění kýženého rozvoje právě z důvodu chybějícího stadionu. Až na zasedání, konané 16. ledna 1933 schválila městská rada stavbu stadionu, které na základě předběžného projektu vypracovaného technickou kanceláří obsahujícího podstatné podmínky díla, bylo vypsáno výběrové řízení, kde administrativou vyzvané firmy předložily technické projekty a podmínky provedení. Vítězem se stali projektanti Mussoliniho stadionu v Turíně , inženýr Enrico Bianchini a architekt Raffaello Fagnoni spolu s Mannozzim z Florencie. Zakázka byla zadána firmě SALACE z Luccy.
Projekt zahrnoval výstavbu dvou tribun (jedna z nich krytá). Tyto dvě struktury by byly umístěny na dlouhých stranách hřiště. Hřiště obklopovalo čtyř dráhová atletická dráha a plošiny pro skákání a házení. Stadion byl proto ihned využíván pro fotbal ale i pro jiné sportovní i nesportovní akce. V letech 1945 až 1960 se na dráze konaly i improvizované cyklistické závody, přestože neměly strukturu a vlastnosti velodromu. V roce 1970 byl stadion vybaven osvětlením pro noční zápasy, které byli nahrazeny za nové v roce 2015.